# Wynne Evans
Wynne Evans (Carmarthen, 27 gennaio 1972) è un tenore gallese.

## Biografia
Ha studiato alla Guildhall School of Music and Drama e dopo la laurea ha iniziato un lungo sodalizio artistico con la Welsh National Opera, dove ha ricoperto ruoli principali come il Duca in Rigoletto, Rodolfo ne La Bohème, Tamino ne Il flauto magico ed Alfredo ne La traviata. Ha cantato anche in altri importanti sede operistiche, tra cui la Royal Opera House, in cui debuttò nel 2010 nell'opera Gli stivaletti. Si è esibito anche all'Opéra national de Lyon, l'English National Opera, l'Opera North, la Royal Albert Hall e la Scottish Opera.
Evans è stato sposato dal 1999 al 2019 e ha avuto due figli, Ismay e Taliesin.

## Repertorio
| Ruolo                     | Titolo                       | Autore       |
| ------------------------- | ---------------------------- | ------------ |
| Nemorino                  | L'elisir d'amore             | Donizetti    |
| Cassio                    | Otello                       | Verdi        |
| Duca                      | Rigoletto                    | Verdi        |
| Rodolfo                   | La bohème                    | Puccini      |
| Pedrillo                  | Il ratto dal serraglio       | Mozart       |
| Tamino                    | Il flauto magico             | Mozart       |
| Alfredo                   | La traviata                  | Verdi        |
| Jaquino                   | Fidelio                      | Beethoven    |
| Cavaliere                 | I dialoghi delle Carmelitane | Poulenc      |
| Cantante                  | Il cavaliere della rosa      | Strauss      |
| Primo ebreo Secondo ebreo | Salomè                       | Strauss      |
| Liberto                   | L'incoronazione di Poppea    | Monteverdi   |
| Brighella                 | Ariadne auf Naxos            | Strauss      |
| Alfred                    | Il pipistrello               | Strauss      |
| Vakula                    | Gli stivaletti               | Čajkovskij   |
| Rinuccio                  | Gianni Schicci               | Puccini      |
| Trinca                    | Il tabarro                   | Puccini      |
| Cavaradossi               | Tosca                        | Puccini      |
| Fenton                    | Falstaff                     | Verdi        |
| Prunier                   | La rondine                   | Puccini      |
| Paolino                   | Il matrimonio segreto        | Cimarosa     |
| Ubaldo                    | The Phantom of the Opera     | Lloyd Webber |
| Trufaldino                | L'amore delle tre melarance  | Prokof'ev    |
| Tenore italiano           | Capriccio                    | Strauss      |
| Harry                     | La fanciulla del West        | Puccini      |
| Fracasso                  | La finta semplice            | Mozart       |
| Orfeo                     | Orfeo all'inferno            | Offenbach    |